# Limnodromini
Limnodromini – monotypowe plemię ptaków z podrodziny słonek (Scolopacinae) w rodzinie bekasowatych (Scolopacidae).

## Zasięg występowania
Plemię obejmuje gatunki występujące w Azji i Ameryce Północnej, zimą także w Australii i Ameryce Południowej.

## Morfologia
Długość ciała 24–36 cm, rozpiętość skrzydeł 45–59 cm; masa ciała 65–245 g.

## Systematyka

### Etymologia
- Macrorhamphus: gr. μακρος makros „długi”; ῥαμφος rhamphos „dziób”[8]. Gatunek typowy: Scolopax grisea J.F. Gmelin, 1789; młodszy homonim Macrorhamphus Fischer, 1813 (niepoprawna późniejsza pisownia Macroramphosus Lacépède, 1803) (Actinopterygii).
- Limnodromus: gr. λιμνη limnē „bagno”; -δρομος -dromos „biegacz”, od τρεχω trekhō „biegać”[9].
- Longirostris: łac. longus „długi”; -rostris „-dzioby”, od rostrum „dziób”[10]. Gatunek typowy: Scolopax grisea J.F. Gmelin, 1789.
- Pseudoscolopax: gr. ψευδος pseudos „fałszywy”; rodzaj Scolopax Linnaeus, 1758 (słonka)[11]. Gatunek typowy: Macrorhamphus semipalmatus Blyth, 1848.
- Nuntius: łac. nuntius „posłaniec, goniec, zwiastun”[12]. Gatunek typowy: †Nuntius solitarius Campbell, 1797.

### Podział systematyczny
Do plemienia należy jeden rodzaj z następującymi gatunkami:
- Limnodromus semipalmatus (Blyth, 1848) – szlamiec wielki
- Limnodromus griseus (J.F. Gmelin, 1789) – szlamiec krótkodzioby
- Limnodromus scolopaceus (Say, 1822) – szlamiec długodzioby